# Chrysotus meridionalis
Chrysotus meridionalis är en tvåvingeart som först beskrevs av Becker 1922.  Chrysotus meridionalis ingår i släktet Chrysotus och familjen styltflugor.
Artens utbredningsområde är Costa Rica. Inga underarter finns listade i Catalogue of Life.